# FX Большого Пса
FX Большого Пса (лат. FX Canis Majoris), HD 58881 — одиночная переменная звезда в созвездии Большого Пса на расстоянии приблизительно 4622 световых лет (около 1417 парсеков) от Солнца. Видимая звёздная величина звезды — от +8,86m до +8,56m.

## Характеристики
FX Большого Пса — красная пульсирующая полуправильная переменная S-звезда типа SRB (SRB) спектрального класса S3,9, S.